# 莱萨-达帕尔梅拉
莱萨-达帕尔梅拉是葡萄牙波尔图区的一个堂区。总面积5.97平方公里，总人口17215人，人口密度2883.6人/平方公里。